# Isjimsteppe
De Isjimsteppe (Russisch: Ишимская равнина, Isjimskaja ravnina of Ишимская степь, Išim-steppe; Kazachs: Есіл даласы, Esil-steppe) is een steppegebied in het zuiden van West-Siberië, gelegen op het interfluvium van de Irtysj en de Tobol in de Russische oblasten Koergan, Omsk en Tjoemen en de Kazachse oblast Soltüstik Qazaqstan.
De hoogte varieert tussen de 120 en 140 meter. Het landschap wordt gekenmerkt door een afwisseling van laagtes en heuvels en veel zoetwater, bittere en zoutmeren, zoals het Saltajmmeer, Bolsjoj Oevatmeer, Ikmeer en het Sazoekoelmeer. In het noorden is de Isjimsteppe moerasachtig, terwijl in het zuiden een deel is omgevormd tot landbouwgrond. Waar de grond niet is bewerkt worden steppegebieden afgewisseld met berkebossen.